# Frederick Smith, 2:e viscount Hambleden
William Frederick Danvers Smith, född den 12 augusti 1868, död den 16 juni 1928, var en brittisk politiker och förläggare, son till William Henry Smith.
Smith blev vid faderns död, 1891, förlagsfirmans chef, var 1891-1910 konservativ underhusledamot och blev 1913 vid sin mors död peer under titeln
viscount Hambleden.